# Neoitamus veris
Neoitamus veris là một loài ruồi trong họ Asilidae. Neoitamus veris được Esipenko miêu tả năm 1974. Loài này phân bố ở vùng Cổ Bắc giới.